# Vladimir Ziva
Vladimir Ziva (russisk: Владимир Петрович Зива tr. Vladimir Petrovitj Siva, født 1957) er en russisk musiker og dirigent uddannet ved konservatorierne i Sankt Petersborg og Moskva. Chefdirigent og kunstnerisk leder for Moskvas Symfoniorkester og professor i orkesterledelse ved konservatoriet i Moskva. Chefdirigent for Sønderjyllands Symfoniorkester fra 2006.